# هندریک دفوس
هندریک دفوس (انگلیسی: Hendrik Devos؛ زادهٔ ۱۳ اکتبر ۱۹۵۵) دوچرخه‌سوار اهل بلژیک است.